# Iniistius javanicus
Iniistius javanicus är en fiskart som först beskrevs av Pieter Bleeker 1862.  Iniistius javanicus ingår i släktet Iniistius och familjen läppfiskar. IUCN kategoriserar arten globalt som otillräckligt studerad. Inga underarter finns listade i Catalogue of Life.